# Integral múltipla
A integral múltipla é uma integral definida para funções de múltiplas variáveis.
Assim como a integral definida de uma função positiva de uma variável representa a área entre o gráfico e o eixo x, a integral dupla de uma função de duas variáveis representa o volume entre o gráfico e o plano que contém seu domínio. Se houver mais de duas variáveis, a integral representa o hipervolume de funções multidimensionais.
Integrais múltiplas de uma função de n variáveis sobre um domínio D são geralmente representadas por sinais de integrais juntos na ordem reversa de execução (a integral mais à esquerda é computada por último) seguidos pela função e pelos símbolos de diferenciais das variáveis de integração na ordem apropriada (a variável mais à direita é integrada por último). O domínio de integração é representado simbolicamente em todos os sinais de integração ou é, freqüentemente, abreviado por uma letra no sinal de integração mais à direita:
{\displaystyle \int \!\!\int \!\!\ldots \int _{D}\,f(x_{1},x_{2},\ldots ,x_{n})\,dx_{1}\,dx_{2}\ldots dx_{n}}
Uma vez que é impossível calcular a primitiva de uma função de múltiplas variáveis, não existem integrais múltiplas indefinidas. Assim, todas as integrais múltiplas são definidas.

## Exemplos
Por exemplo, o volume do paralelepípedo de lados 4, 5 e 6 pode ser calculado usando:
- A integral dupla

{\displaystyle \int \!\!\int _{D}\,5\,dx\,dy}
da função {\displaystyle f(x,y)=5} na região D no plano xy que forma a base do paralelepípedo.
- A integral tripla

{\displaystyle \int \!\!\int \!\!\int _{D}\,1\,dx\,dy\,dz}
da função constante unitária sendo D o próprio paralelepípedo.

## Definição
Assim como nas integrais de uma variável, a integral múltipla pode ser definida a partir de uma Soma de Riemann.

### Integral múltipla sobre uma região retangular

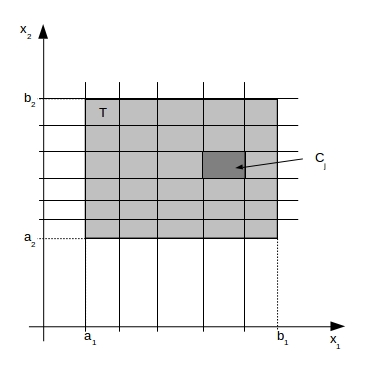
Esboço de uma partição de uma região retangular.

Consideramos {\displaystyle T\subset \mathbb {R} ^{n}} um retângulo de {\displaystyle n\geq 1} dimensões semi-aberto:
{\displaystyle T=[a_{1},b_{1})\,\times \,[a_{2},b_{2})\,\times \ldots \,\times \,[a_{n},b_{n})}
Particionamos cada intervalo {\displaystyle [a_{i},b_{i})} em uma família {\displaystyle I_{i}} de intervalos disjuntos semi-abertos (fechados na esquerda e aberto na direita). Desta forma,
{\displaystyle C=I_{1}\,\times \,I_{2}\,\times \ldots \,\times \,I_{n}}
é uma família finita de subretângulos disjuntos que forma uma partição de {\displaystyle T}.
Seja {\displaystyle f:T\to \mathbb {R} } uma função definida em {\displaystyle T}. Para cada partição {\displaystyle C} de {\displaystyle T} temos
{\displaystyle T=C_{1}\cup C_{2}\cup \cdots \cup C_{m}}
onde {\displaystyle m} é o número de subretângulos pertencentes à partição {\displaystyle C} e {\displaystyle C_{j}} denota o {\displaystyle j}-ésimo retângulo desta. Uma soma de Riemann de {\displaystyle f} associada à partição {\displaystyle C} é dada por:
{\displaystyle \sum _{k=1}^{m}f(P_{k})\,\operatorname {m} (C_{k})}
onde para cada k, {\displaystyle P_{k}} é um ponto pertencente a {\displaystyle C_{k}} e {\displaystyle \operatorname {m} (C_{k})} é o produto dos comprimentos dos intervalos que formam {\displaystyle C_{k}}.
Dizemos que a função {\displaystyle f} é integrável pelo conceito de Riemann (ou, simplesmente, Riemann integrável) se o limite
{\displaystyle S(C,f)=\lim _{\delta \to 0}\sum _{k=1}^{m}f(P_{k})\,\operatorname {m} \,(C_{k})}
existe, onde este é tomado sobre todas as partições possíveis de {\displaystyle T} cujo diâmetro de cada subretângulo é no máximo δ. Se {\displaystyle f} é Riemann integrável, {\displaystyle S(C,f)} é chamada integral de Riemann de {\displaystyle f} sobre {\displaystyle T}. Escrevemos:
{\displaystyle \int \!\!\int \!\!\ldots \int _{T}\,f(x_{1},x_{2},\ldots ,x_{n})\,dx_{1}\,dx_{2}\ldots dx_{n}=\lim _{\delta \to 0}\sum _{k=1}^{m}f(P_{k})\,\operatorname {m} \,(C_{k})}

### A integral múltipla sobre um subconjunto compacto deRn{\displaystyle \mathbb {R} ^{n}}

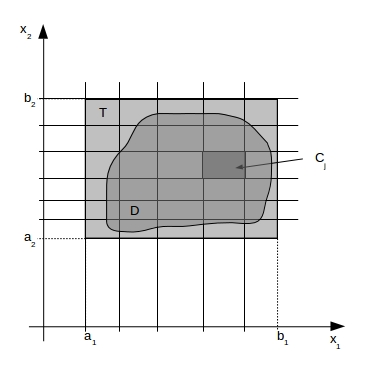
Esboço de uma região de integração compacta e ilustração do procedimento de partição.

A integral de Riemann de uma função definida sobre um subconjunto compacto qualquer pode ser definida estendendo a função para um retângulo semi-aberto cujos valores fora do domínio original são nulos. Mais precisamente, sejam {\displaystyle D\subset \mathbb {R} ^{n}} compacto e {\displaystyle f:D\to \mathbb {R} } função limitada definida em {\displaystyle D}. Consideramos a extensão de {\displaystyle f} para o domínio {\displaystyle \mathbb {R} ^{n}} assumindo que {\displaystyle f\equiv 0} fora de {\displaystyle D}. Como {\displaystyle D} é limitado, tomamos um retângulo {\displaystyle T\supset D}.
De forma análogo ao caso anterior, dizemos que a função {\displaystyle f} é Riemann integrável sobre {\displaystyle D} quando existe {\displaystyle L\in \mathbb {R} }  (valor da integral) tal que, para todo número real {\displaystyle \epsilon >0}, existe uma partição {\displaystyle C_{\epsilon }} de {\displaystyle T} tal que se {\displaystyle C} é um refinamento de {\displaystyle C_{\epsilon }} e {\displaystyle S(C,f)} é qualquer soma de Riemann de {\displaystyle f} associada à partição {\displaystyle C}, então {\displaystyle |S(C,f)-L|<\epsilon }.
Note que o limite {\displaystyle L}, quando existe, não depende da escolha do retângulo {\displaystyle T}, desde que ele contenha {\displaystyle D}.

### Propriedades
As integrais múltiplas têm várias propriedades análogas às integrais simples (unicidade, linearidade, aditividade, etc). Além disso, uma integral múltipla pode ser usada para definir o valor médio de uma função em um dado conjunto. Dado um conjunto {\displaystyle D\subset \mathbb {R} ^{n}} e uma função integrável {\displaystyle f} sobre {\displaystyle D}, a valor médio de {\displaystyle f} sobre seu domínio é dado por
{\displaystyle {\bar {f}}={\frac {1}{m(D)}}\int _{D}f(x)\,dx,}
onde {\displaystyle \;m(D)} é a medida de {\displaystyle \;D}.

## Métodos de Integração
A resolução de problemas com integrais múltiplas consiste na maioria dos casos em achar um método de reduzir a integral múltipla a uma série de integrais de uma variável, sendo cada uma diretamente integrável. Este procedimento é garantido pelo Teorema de Fubini.

### Fórmulas de redução
Fórmulas de redução usam o conceito de domínio simples para possibilitar a decomposição da integral múltipla como um produto de integrais simples. Essas têm que ser resolvidas da direita para a esquerda considerando as outras variáveis como constantes (o mesmo procedimento adotado para o cálculo de derivadas parciais).

#### Domínios no R^{2}

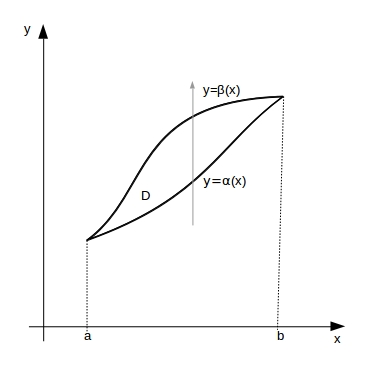
Esboço de um domínio do tipo

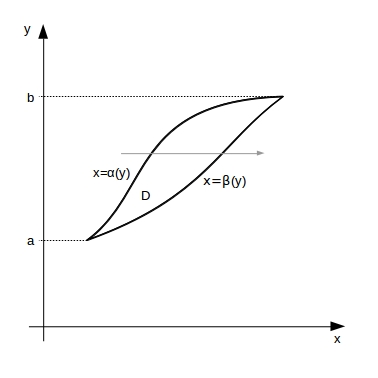
Esboço de um domínio do tipo

#### Domínios no R2
Eixo x
Se {\displaystyle D} é um domínio delimitado por {\displaystyle x=a} (esquerda), {\displaystyle x=b} (direita), {\displaystyle y=\alpha (x)} (inferior) e por {\displaystyle y=\beta (x)} (superior) (veja ,então, a integral pode ser reduzida a:
{\displaystyle \int \!\!\int _{D}\,f(x,y)\,dx\,dy\,=\int _{x=a}^{x=b}\int _{y=\alpha (x)}^{y=\beta (x)}f(x,y)\,dy\,dx}

Eixo y
Se {\displaystyle D} é um domínio delimitado por {\displaystyle y=a} (superior), {\displaystyle y=b} (inferior), {\displaystyle x=\alpha (y)} (esquerda) e por {\displaystyle x=\beta (y)} (direita),então, a integral pode ser reduzida a:
{\displaystyle \int \!\!\int _{D}\,f(x,y)\,dx\,dy\,=\int _{y=a}^{y=b}\int _{x=\alpha (y)}^{x=\beta (y)}f(x,y)\,dx\,dy}

#### Domínios no R3
As integrais triplas são reduzidas a integrais duplas e estas a integrais simples; assim, se no plano {\displaystyle xy} o domínio é limitado por {\displaystyle z=\alpha (x,y)} e {\displaystyle z=\beta (x,y)}, a integral fica:
{\displaystyle \int \!\!\int _{D}\int _{z=\alpha (x,y)}^{z=\beta (x,y)}\,f(x,y,z)\,dz\,dx\,dy}
Agora, temos uma integral dupla sobre {\displaystyle D}.

### Mudança de variável
Às vezes, regiões complicadas podem ser transformadas em regiões simples através de uma mudança de variável. Seja {\displaystyle f:D\subset \mathbb {R} ^{n}\to \mathbb {R} } e {\displaystyle \mathbf {u} =\mathbf {u} (x_{1},~x_{2},~\ldots ,~x_{n})} uma bijeção de {\displaystyle T\subset \mathbb {R} ^{n}} em {\displaystyle D}. A substituição de variáveis {\displaystyle \mathbf {x} =(x_{1},~x_{2},~\ldots ,~x_{n})} para {\displaystyle \mathbf {u} =(u_{1},~u_{2},~\ldots ,~u_{n})} pode ser feita conforme seque:
{\displaystyle \int \int \cdots \int _{D}f(x_{1},~x_{2},~\ldots ,~x_{n})dx_{1}dx_{2}\cdots dx_{n}=\int \int \cdots \int _{T}F(u_{1},~u_{2},~\ldots ,~u_{n})\left|J(u_{1},~u_{2},~\ldots ,~u_{n})\right|du_{1}du_{2}\cdots u_{n}}
onde {\displaystyle F} é a função {\displaystyle f} nas variáveis {\displaystyle (u_{1},~u_{2},~\ldots ,~u_{n})} e {\displaystyle J(u_{1},~u_{2},~\ldots ,~u_{n})={\frac {\partial (x_{1},~x_{2},~\ldots ,~x_{n})}{\partial (u_{1},~u_{2},~\ldots ,~u_{n})}}} é o determinante da matriz Jacobiana da transformação.

#### Integrais duplas em coordenadas polares
Seja {\displaystyle f:\mathbb {R} ^{2}\to \mathbb {R} } definida por {\displaystyle z=f(x,y)}. Em coordenadas polares temos {\displaystyle x=r{\text{cos}}(\theta )} e {\displaystyle y=r{\text{sen}}(\theta )}, onde {\displaystyle r^{2}=x^{2}+y^{2}} e {\displaystyle \theta ={\text{arc tg}}\left({\frac {y}{x}}\right)}. Segue da mudança de variáveis que:
{\displaystyle \int \int _{D}f(x,y)dxdy=\int \int _{T}f[r{\text{cos}}(\theta ),~r{\text{sen}}(\theta )]|J(r,\theta )|drd\theta }
sendo {\displaystyle |J(r,\theta )|=r}.

#### Integrais triplas em coordenadas cilíndricas
Seja {\displaystyle f:\mathbb {R} ^{3}\to \mathbb {R} } definida por {\displaystyle w=f(x,y,z)}. Em coordenadas cilíndricas temos {\displaystyle x=r{\text{cos}}(\theta )}, {\displaystyle y=r{\text{sen}}(\theta )} e {\displaystyle z=z}, onde {\displaystyle r^{2}=x^{2}+y^{2}} e {\displaystyle \theta ={\text{arc tg}}\left({\frac {y}{x}}\right)}. Segue da mudança de variáveis que:
{\displaystyle \int \int \int _{D}f(x,y,z)dxdydz=\int \int \int _{T}f[r{\text{cos}}(\theta ),~r{\text{sen}}(\theta ),~z]|J(r,\theta ,z)|drd\theta dz}
sendo {\displaystyle |J(r,\theta ,z)|=r}.

#### Integrais triplas em coordenadas esféricas
Seja {\displaystyle f:\mathbb {R} ^{3}\to \mathbb {R} } definida por {\displaystyle w=f(x,y,z)}. Em coordenadas esféricas temos {\displaystyle x=\rho {\text{sen}}(\phi ){\text{cos}}(\theta )}, {\displaystyle y=\rho {\text{sen}}(\phi ){\text{sen}}(\theta )} e {\displaystyle z=\rho {\text{cos}}(\phi )}, onde {\displaystyle \rho =x^{2}+y^{2}+z^{2}}, {\displaystyle \phi ={\text{arc tg}}\left({\frac {\sqrt {x^{2}+y^{2}}}{z}}\right)} e {\displaystyle \theta ={\text{arc tg}}\left({\frac {y}{x}}\right)}. Segue da mudança de variáveis que:
{\displaystyle \int \int \int _{D}f(x,y,z)dxdydz=\int \int \int _{T}f[\rho {\text{sen}}(\phi ){\text{cos}}(\theta ),~\rho {\text{sen}}(\phi ){\text{sen}}(\theta ),~\rho {\text{cos}}(\phi )]|J(\rho ,\phi ,\theta )|d\rho d\phi d\theta }
sendo {\displaystyle |J(r,\phi ,\theta )|=\rho ^{2}{\text{sen}}(\phi )}.

#### Visualização
O motivo de, numa mudança de variáveis, multiplicar-se o integrando pelo determinante da matriz jacobiana pode ser visualizado, para o caso de 2 variáveis, na figura abaixo:

Nesse exemplo, um mapeamento linear de (u,v) em (x,y) resulta num aumento de área e distorção angular da figura.
Se selecionarmos um subdomínio do quadrado maior em (u,v), os ângulos entre lados opostos diminuem, e a imagem mapeada tende a um paralelogramo, para uma função contínua e diferenciável.

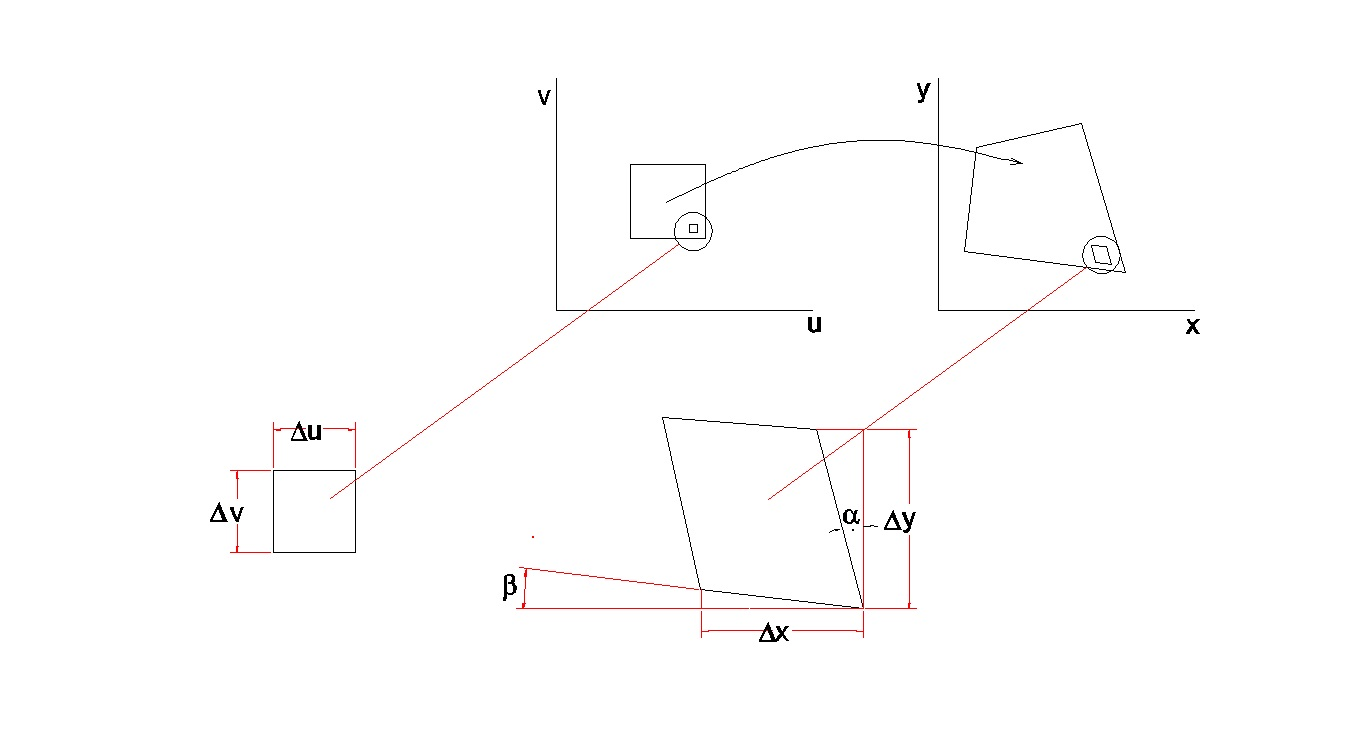
Mapeamento linear de u,v em x,y. A imagem tende a um paralelogramo para menores domínios.

A área do paralelogramo é o produto dos lados pelo seno do ângulo entre eles.

Como na figura, o ângulo entre os lados é {\displaystyle 90-(\alpha +\beta )}:
{\displaystyle S_{\Delta {x}\Delta {y}}={\frac {\Delta {x}}{cos({\beta })}}*{\frac {\Delta {y}}{cos({\alpha })}}*cos({\alpha +\beta })},

Como {\displaystyle cos({\alpha +\beta })=cos({\alpha })*cos({\beta })-sen({\alpha })*sen({\beta })}:

{\displaystyle S_{\Delta {x}\Delta {y}}=\Delta {x}*\Delta {y}-\Delta {x}*\Delta {y}*tan({\alpha })*tan({\beta })}

Dividindo por {\displaystyle \Delta {u}*\Delta {v}} para determinar a relação entre as áreas:

{\displaystyle {\frac {S_{\Delta {x}\Delta {y}}}{S_{\Delta {u}\Delta {v}}}}={\frac {\Delta {x}}{\Delta {u}}}*{\frac {\Delta {y}}{\Delta {v}}}-{\frac {\Delta {x}*tan({\beta })}{\Delta {u}}}*{\frac {\Delta {y}*tan({\alpha })}{\Delta {v}}}}
{\displaystyle \Delta {x}*tan({\beta })} é o deslocamento vertical em ({\displaystyle x,y}) correspondente a {\displaystyle \Delta {u}}.

{\displaystyle \Delta {y}*tan({\alpha })} é o deslocamento vertical em ({\displaystyle x,y}) correspondente a {\displaystyle \Delta {v}}.
Portanto quando {\displaystyle \Delta {u}\Delta {v}} tende a zero,

{\displaystyle d{x}d{y}=({\frac {\partial {x}}{\partial {u}}}*{\frac {\partial {y}}{\partial {v}}}-{\frac {\partial {y}}{\partial {u}}}*{\frac {\partial {x}}{\partial {v}}})*d{u}d{v}},
a relação entre as áreas infinitesimais é o determinante da matriz jacobiana.

Um mapeamento não linear também leva ao mesmo resultado, porque ele tende à situação linear à medida que se reduz o domínio.